# Empuré
Empuré ist ein Ort und eine Gemeinde mit 801 Einwohnern (Stand 1. Januar 2022) im westfranzösischen Département Charente in der Region Nouvelle-Aquitaine. Zur Gemeinde gehören  mehrere Einzelgehöfte.

## Lage
Der Ort Empuré liegt in einer Höhe von etwa 84 m ü. d. M. im Norden des Départements Charente in der alten Kulturlandschaft des südlichen Poitou bzw. des nördlichen Angoumois, einem Teil der Landschaft der Charente. Der Ort befindet sich etwa 53 km (Fahrtstrecke) nördlich der Stadt Angoulême; bis nach Poitiers sind es rund 80 km in nordöstlicher Richtung. Die Kleinstadt Ruffec ist nur etwa 13 km entfernt.

## Bevölkerungsentwicklung
| Jahr      | 1800 | 1851 | 1901 | 1954 | 1999 | 2013 |
| Einwohner | 300  | 320  | 232  | 166  | 108  | 106  |

Der kontinuierliche Rückgang der Bevölkerungszahlen seit dem ausgehenden 19. Jahrhundert ist im Wesentlichen auf den Verlust an Arbeitsplätzen infolge der Reblauskrise im Weinbau und der zunehmenden Mechanisierung der Landwirtschaft zurückzuführen.

## Wirtschaft
Der Ort und seine Umgebung waren jahrhundertelang landwirtschaftlich geprägt; die meisten Menschen lebten als Selbstversorger. Im ausgehenden Mittelalter und in der frühen Neuzeit wurde der Weinbau vorangetrieben, der jedoch – nach der Reblauskrise im ausgehenden 19. und beginnenden 20. Jahrhundert – nahezu eingestellt wurde und bis heute, trotz seiner Lage in den Bon Bois der Weinbauregion Cognac, seine ehemalige Bedeutung nicht wiedererlangt hat. Seit den 1960er Jahren spielt der Tourismus in Form der Vermietung von Ferienwohnungen (gîtes) eine nicht unbedeutende Rolle im Wirtschaftsleben der Gemeinde.

## Geschichte
Aus römischer oder gallorömischer Zeit wurden etliche Funde gemacht. Das ehemals zur historischen Provinz des Poitou gehörende Gebiet wurde im 11. oder 12. Jahrhundert von den Grafen von Angoulême annektiert. Die im 12. Jahrhundert entstandene Kirche scheint zu einem Priorat gehört zu haben. Über Zerstörungen in der Zeit des Hundertjährigen Krieges (1337–1453) oder der Hugenottenkriege (1562–1598) ist nichts bekannt.

## Sehenswürdigkeiten

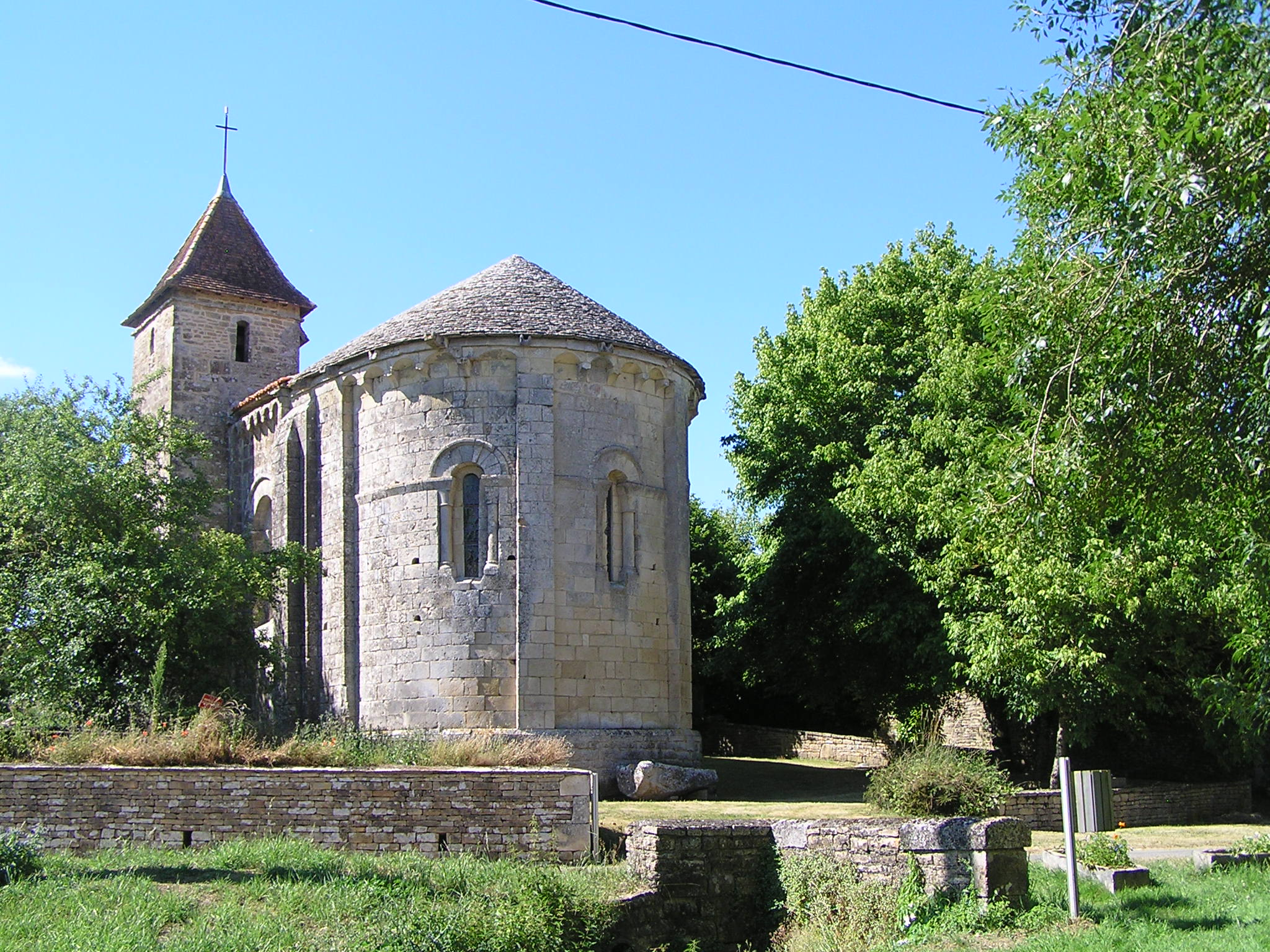
Kirche Saint-Maixent

- Die ehemalige Prioratskirche und heutige Pfarrkirche Saint-Maixent ist ein imposanter, aus Hausteinen gemauerter einschiffiger Bau des beginnenden 12. Jahrhunderts mit einem langgestreckten Chor und einer reich gegliederten Apsis. Die übrigen Bauteile (Turm, Langhaus und Fassade) sind deutlich einfacher gehalten. Die Fassade ist immerhin durch einen mit Köpfen versehenen Konsolenfries horizontal zweigeteilt. Während die Apsis mit Steinschindeln (lauzes) gedeckt ist, befinden sich auf dem Langhaus einfache Dachziegel. Der Kirchenbau ist seit dem Jahr 1914 als Monument historique anerkannt.[2]
- Vom Château d’Empuré sind nur spärliche Reste erhalten. Der Wassergraben wird von dem jetzigen Eigentümer derzeit wiederhergestellt.
- Das Logis de Grand Maison hat noch einen Rundturm aus dem 16. Jahrhundert.
- Am Ortsrand stehen ein Waschhaus (lavoir) aus dem 19. Jahrhundert, ein Backhaus (four à pain) und eine seitlich offene hölzerne Festhalle.